# First kiss (藤井尚之のアルバム)
『first kiss』（ファースト・キス）は、藤井尚之の6枚目のアルバム。1998年9月9日発売。

## 解説
F-BLOODでの活動を経て、ソニー・ミュージックアソシエイテッドレコーズに移籍後第一弾のアルバム。帯コピー「きっとこれが藤井尚之のポップ。」
これまでのアルバムより、より一層ポップ感を増したアルバムとなっている。近田春夫がアルバム半数の作詞を手掛けた。

## 収録曲
全作曲：藤井尚之，全編曲：佐橋佳幸
1. LOVE PARADE
  - 作詞：近田春夫
2. キスの嵐
  - 作詞：近田春夫
3. 友達になろう
  - 作詞：佐橋佳幸・鈴木祥子
4. 生活
  - 作詞：鈴木祥子
5. 地図のない未来（あした）
  - 作詞：岡村聡士
6. 君が持ってきたイタリアかどっかのワイン
  - 作詞：有賀啓雄
7. もしも
  - 作詞：近田春夫
8. 昨日 今日 明日
  - 作詞：近田春夫
9. 少し今夜は
  - 作詞：近田春夫
10. 歩こう
  - 作詞：近田春夫